# سايرا دي فوينتيس
بلدية سايرا دي فوينتيس (بالإسبانية: Sierra de Fuentes)‏، هي بلدية تقع في مقاطعة قصرش والتي تقع في منطقة إكستريمادورا، غرب إسبانيا.
يبلغ عدد سكانها 1.821 نسمة وفقاً لإحصائية سنة (2002).